# Kleptiming
De kleptiming bepaalt de exacte momenten van openen en sluiten van de kleppen in een verbrandingsmotor. Ze wordt bepaald door de vorm van de nokken op de nokkenas. 

Het viertaktproces: de inlaatklep opent aan het begin van de inlaatslag en sluit aan het begin van de compressieslag. De uitlaatklep opent aan het begin van de uitlaatslag en sluit aan het begin van de inlaatslag

## Kleptiming
Theoretisch zouden de kleppen van een viertaktmotor gesloten moeten zijn tijdens de compressieslag en tijdens de arbeidsslag. Tijdens de compressieslag wil men geen compressiedruk en geen brandstofmengsel laten ontsnappen, tijdens de arbeidsslag wil men geen verbrandingsdruk laten ontsnappen. Tijdens een arbeidsproces van 720° (twee omwentelingen van de krukas) zouden beide kleppen dus slechts 180° geopend zijn. Zo ziet het proces er uit:

### In theorie
- Inlaatslag: 0-180°: zuiger gaat van het bovenste dode punt naar het onderste dode punt en de inlaatklep opent. De ontstane onderdruk zuigt het gas(mengsel) aan.
- Compressieslag: 180-360°: zuiger gaat van het onderste dode punt naar het bovenste dode punt, beide kleppen zijn gesloten. De ontstane overdruk comprimeert en verhit het brandbare mengsel in de cilinder,
- Arbeidsslag: 360-540°: zuiger gaat van het bovenste dode punt naar het onderste dode punt onder invloed van de verbranding van het gasmengsel. Beide kleppen zijn gesloten. De ontstane verbrandingsdruk drijf de krukas aan.
- Uitlaatslag: 540-720°: zuiger gaat van het onderste dode punt naar het bovenste dode punt. De uitlaatklep opent. De zuiger drijft de verbrande gassen naar de uitlaat.

### In de praktijk
- Inlaatslag: 0-180°: De zuiger gaat van het bovenste dode punt naar het onderste dode punt, maar de inlaatklep is al eerder open gegaan, dus nog tijdens de uitlaatslag van het voorafgaande proces. Omdat er in de praktijk nog steeds onderdruk in het inlaatspruitstuk heerst, stroom het gas(mengsel) de cilinder in ondanks het feit dat de zuiger nog steeds naar boven gaat. Daardoor wordt er meer brandbaar mengsel toegevoerd en ontstaat een nog sterkere compressie en een nog hogere verbrandingsdruk. De motor werkt daardoor efficiënter. Ook na het bereiken van het onderste dode punt is de druk in de cilinder nog beneden de 1 bar en dat blijft zo zelfs als de zuiger weer onderweg is naar het bovenste dode punt.
- Compressieslag: 180-360°: De zuiger gaat van het onderste dode punt naar het bovenste dode punt om het brandbare mengsel te comprimeren. De uitlaatklep is gesloten, maar de inlaatklep blijft nog even open om te profiteren van het laatste restje onderdruk in de cilinder.
- Arbeidsslag: 360-540°: zuiger gaat van het bovenste dode punt naar het onderste dode punt onder invloed van de verbranding van het gasmengsel. De uitlaatklep opent echter al in de laatste fase van de arbeidsslag. Dan is de verbranding grotendeels voltooid en bovendien is de hoek tussen de drijfstang en de kruktap zo scherp geworden, dat er nauwelijks nog koppel wordt ontwikkeld[1]. Bovendien hebben de uitlaatgassen de stijgende zuiger niet nodig om de ontsnappen. De druk in de cilinder is zo hoog dat ze vanzelf langs de uitlaatklep vluchten.
- Uitlaatslag: 540-720°: zuiger gaat van het onderste dode punt naar het bovenste dode punt. De uitlaatklep was al tijdens de arbeidsslag geopend en de uitlaatgassen ontsnappen, vooral onder invloed van de hoge druk in de cilinder en het laatste restje onder invloed van de stijgende zuiger. Omdat de inlaatklep ook al aan het einde van de uitlaatslag opent, is dit het moment dat beide kleppen tegelijk openstaan. Dit noemt men klepoverlap.

## Klepoverlap
De periode van klepoverlap is erg kritisch. Als ze te lang duurt kiest een deel van het instromende gas(mengsel) de weg van de minste weerstand en verdwijnt door de uitlaatklep. Dat heeft een klein voordeel omdat het de uitlaatklep koelt, maar als het al een kant en klaar brandbaar mengsel betreft (benzine en lucht) gaat er ook brandstof verloren. Het is voor de fabrikant dus zaak het voordeel van het extra gas(mengsel) te behouden zonder brandbaar mengsel te verliezen. 

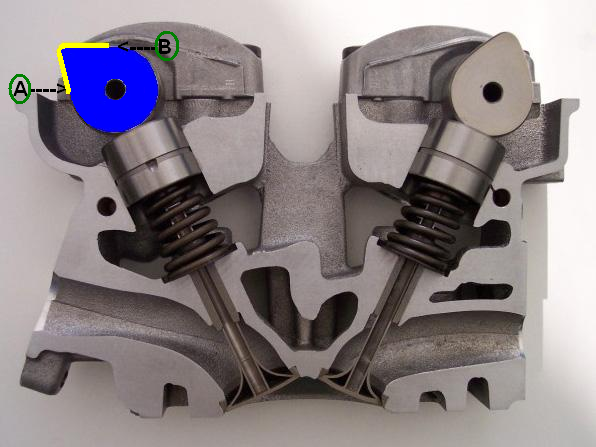
De nokken van de nokkenas lijken scherp gevormd, maar de punt van de nokken bepaalt wanneer de klep opent en sluit.

## Bepalen van de kleptiming
Het open- en sluitmoment van de kleppen wordt bepaald door de vorm van de nokken op de nokkenas. Over het algemeen zien deze nokken er "scherp" uit, maar toch kost de afwikkeling tijd. Men kan de nokken echter ook voorzien van een vlak bovendeel, een soort "plateau", waardoor de klep nog langer open blijft staan. Vooral in het verleden, voor de intrede van brandstofinjectie en electronica, was het vervangen van de nokkenas de eerste stap bij het opvoeren van een motor. De kleptiming bepaalt immers de hele ademhaling van de motor, en het monteren van bijvoorbeeld een grotere carburateur had geen zin als het extra beschikbare benzine/luchtmengsel niet ingeademd kon worden. Door het monteren van een "hete" nokkenas ging wel degelijk brandstof verloren, maar dat was ondergeschikt aan het beschikbare extra vermogen. Een standaard nokkenas wordt ook wel "tamme nokkenas" genoemd. 

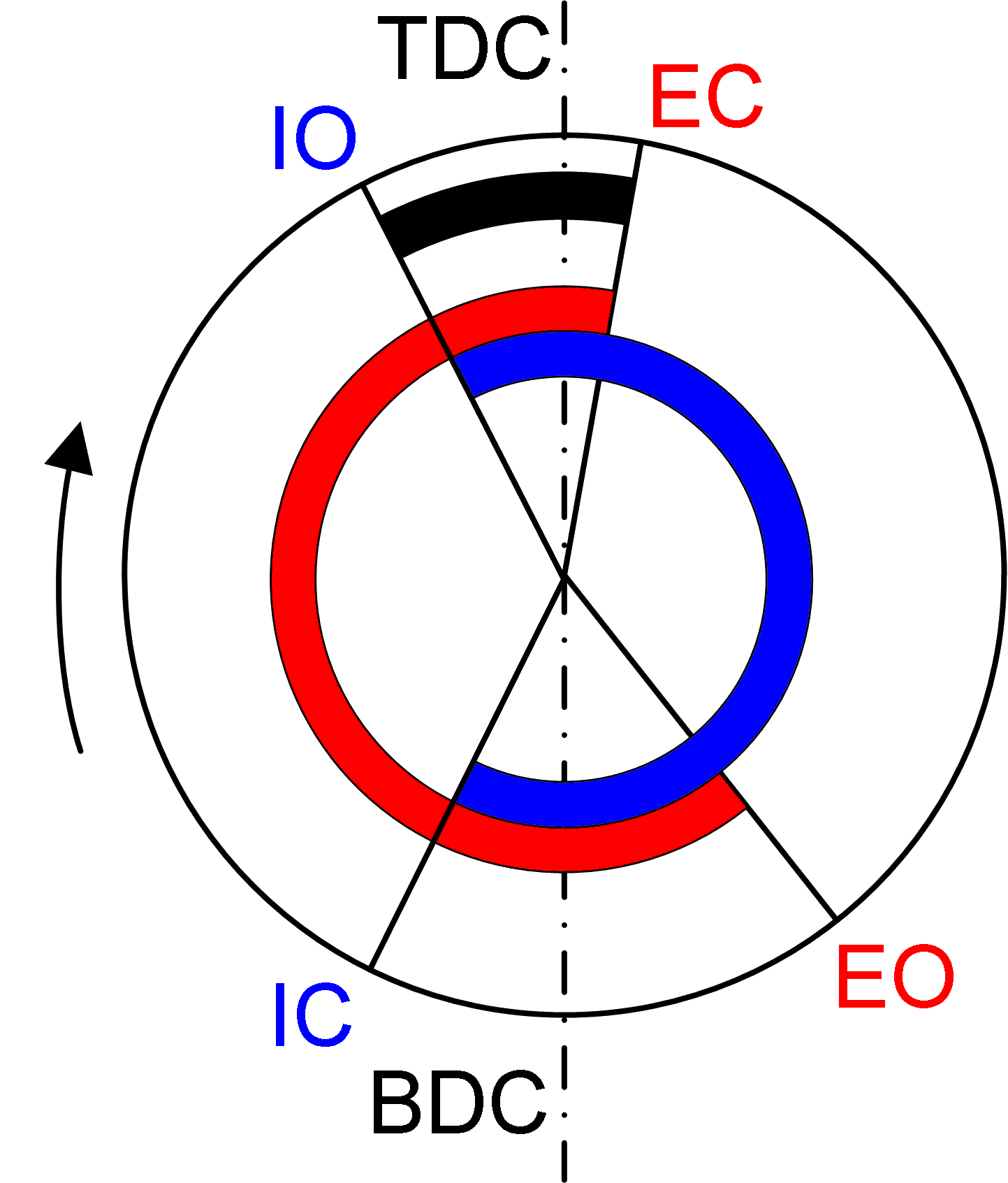

## Het kleppendiagram
De kleptiming wordt weergegeven in een kleppendiagram, dat echter wel een probleem kent. Het arbeidsproces dat in werkelijkheid 720° krukasomwenteling bevat, wordt weergegeven in een cirkel (360°). Dat geeft een vertekend beeld: het lijkt of er zowel in het bovenste dode punt als in het onderste dode punt klepoverlap is. In werkelijkheid is dat alleen in het bovenste dode punt, einde uitlaatslag, begin inlaatslag. De onderste overlap bestaat niet, daar zitten de compressieslag en de arbeidsslag tussen. Dit diagram geeft aan dat de inlaatklep ongeveer 25° voor het BDP opent en ongeveer 25° na het ODP sluit. De klepopening bedraagt dus 25 + 180 + 25 = 230°. De uitlaatklep opent 40° voor het ODP en sluit 10° na het BDP en heeft dus een openingsduur van 40 + 180 + 10 = 230°. De klepoverlap bedraagt 35°. De extra openingstijd van de kleppen noemt men "vooropening" en "nasluiting".